# Hung Ta Chang
Hung Ta Chang (Hung-ta Chang, Zhang Hongda, 张宏达, né en octobre 1914 et mort le 20 janvier 2016) est un botaniste et écologiste chinois. 

## Jeunesse
Chang est né en octobre 1914 dans le comté de Jiexi de la province du Guangdong, en République populaire de Chine. Chang est décédé en janvier 2016 à l'âge de 101 ans. Il est diplômé du département de biologie de l'Université Sun Yat-sen en 1939, et est resté en tant qu'universitaire dans la même université après cela. Il est professeur principal et chef du département. Il est président de la société écologique de la province du Guangdong et de la société botanique de la province du Guangdong. 

## Carrière
Chang fait partie du premier groupe de professeurs qualifiés en tant que superviseurs d'étudiants en doctorat en Chine. Il supervise plus de 100 étudiants à la maîtrise, au doctorat et aux stagiaires postdoctoraux. Il est le chef de la discipline botanique à l'Université Sun Yat-sen après 1954. Il met sur pied un projet de coopération en Allemagne et établit une station de recherche sur la forêt tropicale à Bawangling, province de Hainan en 1987, et une station d’expérimentation sur l’écosystème des forêts tropicales subtropicales du Ministère de l’éducation à Heishiding, dans le Guangdong, la même année. 

### Recherches
Il voyage dans les montagnes de toute la Chine, notamment les provinces du Guangdong, du Guangxi, du Hunan, du Sichuan et du Yunnan. Il découvre 7 nouveaux genres végétaux et près de 400 nouvelles espèces végétales. Il publie 27 monographies et manuels et plus de 300 articles scientifiques. Il était un expert de la fleur de camélia et du thé. 
La contribution majeure de Chang à la théorie botanique est l'origine cathaysienne des plantes à fleurs, qui est publiée en 1980 dans le journal de l'Université Sun Yat-sen. Sa théorie est citée à l'intérieur comme à l'extérieur de la Chine. 
En 1986, il propose un système de classification des plantes à graines, des spermatophytes, et divise les spermatophytes en 10 subdivisions, dont les plantes à fleurs Phanerogamophytina. 

### Prix et reconnaissance
Il contribue à 4 volumes de la Flora Republicae Popularis Sinicae, qui est ensuite traduite en anglais sous le nom de Flora of China. La série de monographies reçoit le très prestigieux prix China State Natural Science First Class Award en 2009, et il est l'un des dix lauréats. 
Son travail avec des collaborateurs sur la chimiotaxonomie des plantes Murraya reçoit de nombreuses citations au fil des ans,.